# Kutless
Kutless ist eine christliche Rockband aus Portland, Oregon (USA). 

## Bandgeschichte
Sänger Jon Micah Sumrall, Gitarrist Ryan Shrout, Schlagzeuger Kyle Mitchell und Bassist Nathan Stuart, der ursprünglich aus North Dakota stammt, besuchten in Portland dasselbe College und gehörten derselben Kirchengemeinde Athey Creek an. Dort machten sie gemeinsam Musik, gründeten 1999 eine Band und beschlossen schließlich, von der Schule zu gehen und eine Musikkarriere in Angriff zu nehmen. Sie nahmen als fünftes Mitglied und zweiten Gitarristen James Mead hinzu und wählten ihren Bandnamen. Sie führten ihn auf ein Bibelzitat zurück: „Wir wollten mit unserem Namen das ausdrücken, was Jesus für uns am Kreuz erreicht hat. Jesus nahm unsere Schmerzen und zahlte für unsere Sünden (Römer 6, 23) Er nahm unsere Wunden (cuts), machte uns ‚kutless‘.“
Sie tourten ausgiebig und gaben auch Benefizkonzerte zugunsten von Krebskranken und Opfern häuslicher Gewalt. Ende 2001 unterschrieben sie bei BEC Recordings und veröffentlichten wenig später ihr nach der Band benanntes Debütalbum Kutless. Es war ein Achtungserfolg und kam in die Christian-Albums-Charts und legte den Grundstein für ihre Popularität. Schon zwei Jahre später schafften sie mit dem Album Sea of Faces den Durchbruch in den offiziellen Albumcharts und eine Topplatzierung in den Genrecharts. Bereits 2005 konnten sie mit Strong Tower den Erfolg weiter steigern. Die Platzierungen waren zwar ähnlich wie bei Album Nummer 2, diesmal blieben sie aber über eineinhalb Jahre in den Christian-Charts und verkauften über eine halbe Million Exemplare, wofür sie Gold bekamen. Der Titelsong hielt sich fast ein Jahr in den Christian-Singlecharts und erreichte Platz 4. Außerdem erhielten Album und Song eine Nominierung bei den GMA Dove Awards, ebenso wie die Band selbst in der Kategorie Group of the Year.
Danach ändert sich die Besetzung erheblich. Neben Stuart, der bereits 2002 wieder gegangen war, verließen danach auch Shrout und Mitchell die Band. Dafür kam Dave Luetkenhoelter als Bassist, Jeff Gilbert als Schlagzeuger und Nick DePartee als Gitarrist. Trotzdem hatten sie sich so erfolgreich in der Musikszene etabliert, dass der Erfolg nicht abbrach. Die folgenden vier Alben von 2006 bis 2012 erreichten alle Platz 1 oder 2 in den Christian Charts und kamen in die Top 100 der offiziellen Charts. 2009 blieb It Is Well noch einmal fast eineinhalb Jahre in den Charts und brachte ihnen mit dem Song What Faith Can Do ihren einzigen Nummer-1-Hit in den Christian-Singlecharts. 2012 erreichte Believer mit Platz 36 ihre höchste Platzierung in den Verkaufscharts.
Danach begann die Erfolgsformation erneut auseinanderzufallen. Wieder blieben nur Sänger Jon Micah Sumrall und Gitarrist James Mead übrig, die anderen drei Mitglieder verabschiedeten sich innerhalb von drei Jahren. DePartee kehrte zwar später wieder zurück, daneben kam aber nur noch Kyle Peek als Schlagzeuger dazu und Kutless machten als Quartett weiter. Diesmal begann jedoch die Popularität stark nachzulassen. Das achte Studioalbum Glory verpasste 2014 die Top 100, Surrender platzierte sich im Jahr darauf nur noch in den Christian-Charts und Alpha/Omega war 2017 selbst dort nur schwach platziert und hielt sich nur eine Woche.

## Diskografie

### Studioalben
| Jahr | Titel                     | Höchstplatzierung, Gesamtwochen, AuszeichnungChartplatzierungen (Jahr, Titel, Platzierungen, Wochen, Auszeichnungen, Anmerkungen) | Höchstplatzierung, Gesamtwochen, AuszeichnungChartplatzierungen (Jahr, Titel, Platzierungen, Wochen, Auszeichnungen, Anmerkungen) | Anmerkungen                                            |
| Jahr | Titel                     | US | Christ | Anmerkungen                                            |
| ---- | ------------------------- | --- | --- | ------------------------------------------------------ |
| 2002 | Kutless                   | — | Christ27 (11 Wo.)Christ | Erstveröffentlichung: 17. September 2002               |
| 2004 | Sea of Faces              | US97 (4 Wo.)US | Christ3 (35 Wo.)Christ | Erstveröffentlichung: 24. Februar 2004                 |
| 2005 | Strong Tower              | US87 Gold · (7 Wo.)US | Christ4 (90 Wo.)Christ | Erstveröffentlichung: 1. März 2005 Verkäufe: + 500.000 |
| 2006 | Hearts of the Innocent    | US45 (7 Wo.)US | Christ2 (37 Wo.)Christ | Erstveröffentlichung: 21. März 2006                    |
| 2008 | To Know That You’re Alive | US64 (6 Wo.)US | Christ1 (27 Wo.)Christ | Erstveröffentlichung: 24. Juni 2008                    |
| 2009 | It Is Well                | US42 (25 Wo.)US | Christ2 (77 Wo.)Christ | Erstveröffentlichung: 20. Oktober 2009                 |
| 2012 | Believer                  | US36 (6 Wo.)US | Christ1 (48 Wo.)Christ | Erstveröffentlichung: 24. Februar 2012                 |
| 2014 | Glory                     | US105 (1 Wo.)US | Christ5 (13 Wo.)Christ | Erstveröffentlichung: 11. Februar 2014                 |
| 2015 | Surrender                 | — | Christ13 (3 Wo.)Christ | Erstveröffentlichung: 13. November 2015                |
| 2017 | Alpha / Omega             | — | Christ38 (1 Wo.)Christ | Erstveröffentlichung: 10. November 2017                |

### Livealben
| Jahr | Titel              | Höchstplatzierung, Gesamtwochen, AuszeichnungChartplatzierungen (Jahr, Titel, Platzierungen, Wochen, Auszeichnungen, Anmerkungen) | Höchstplatzierung, Gesamtwochen, AuszeichnungChartplatzierungen (Jahr, Titel, Platzierungen, Wochen, Auszeichnungen, Anmerkungen) | Anmerkungen                            |
| Jahr | Titel              | US | Christ | Anmerkungen                            |
| ---- | ------------------ | --- | --- | -------------------------------------- |
| 2006 | Live from Portland | — | Christ30 (8 Wo.)Christ | Erstveröffentlichung: 5. Dezember 2006 |

### Kompilationen
| Jahr | Titel                  | Höchstplatzierung, Gesamtwochen, AuszeichnungChartplatzierungen (Jahr, Titel, Platzierungen, Wochen, Auszeichnungen, Anmerkungen) | Höchstplatzierung, Gesamtwochen, AuszeichnungChartplatzierungen (Jahr, Titel, Platzierungen, Wochen, Auszeichnungen, Anmerkungen) | Anmerkungen                            |
| Jahr | Titel                  | US | Christ | Anmerkungen                            |
| ---- | ---------------------- | --- | --- | -------------------------------------- |
| 2013 | The Worship Collection | — | Christ18 (7 Wo.)Christ | Erstveröffentlichung: 26. Februar 2013 |

Weitere Kompilationen
- 2010: The Beginning: A Kutless Anthology

### Extended Plays
| Jahr | Titel             | Höchstplatzierung, Gesamtwochen, AuszeichnungChartplatzierungen (Jahr, Titel, Platzierungen, Wochen, Auszeichnungen, Anmerkungen) | Höchstplatzierung, Gesamtwochen, AuszeichnungChartplatzierungen (Jahr, Titel, Platzierungen, Wochen, Auszeichnungen, Anmerkungen) | Anmerkungen                           |
| Jahr | Titel             | US | Christ | Anmerkungen                           |
| ---- | ----------------- | --- | --- | ------------------------------------- |
| 2011 | This Is Christmas | — | Christ15 (10 Wo.)Christ | Erstveröffentlichung: 4. Oktober 2011 |

### Singles
| Jahr | Titel Album                                     | Höchstplatzierung, Gesamtwochen, AuszeichnungChartsChartplatzierungen (Jahr, Titel, Album, Platzierungen, Wochen, Auszeichnungen, Anmerkungen) | Anmerkungen |
| Jahr | Titel Album                                     | Christ | Anmerkungen |
| ---- | ----------------------------------------------- | --- | ----------- |
| 2004 | Sea of Faces                                    | Christ8 (26 Wo.)Christ |             |
| 2004 | It’s Like Me Sea of Faces                       | Christ21 (20 Wo.)Christ |             |
| 2005 | Strong Tower                                    | Christ4 (48 Wo.)Christ |             |
| 2005 | Draw Me Close Strong Tower                      | Christ12 (20 Wo.)Christ |             |
| 2005 | Ready for You Strong Tower                      | Christ19 (20 Wo.)Christ |             |
| 2005 | We Fall Down Strong Tower                       | Christ26 (21 Wo.)Christ |             |
| 2005 | All Who Are Thirsty Strong Tower                | Christ24 (7 Wo.)Christ |             |
| 2005 | It Came Upon a Midnight Clear This Is Christmas | Christ38 (2 Wo.)Christ |             |
| 2007 | Promise of a Life Time Hearts of the Innocent   | Christ8 (26 Wo.)Christ |             |
| 2008 | Complete To Know That You’re Alive              | Christ18 (20 Wo.)Christ |             |
| 2009 | To Know That You’re Alive                       | Christ41 (4 Wo.)Christ |             |
| 2009 | I Do Not Belong To Know That You’re Alive       | Christ38 (11 Wo.)Christ |             |
| 2009 | What Faith Can Do It Is Well                    | Christ1 (47 Wo.)Christ |             |
| 2010 | Everything I Need It Is Well                    | Christ10 (32 Wo.)Christ |             |
| 2011 | Amazed It Is Well                               | Christ22 (20 Wo.)Christ |             |
| 2011 | Remember Me It Is Well                          | Christ26 (23 Wo.)Christ |             |
| 2011 | This Is Christmas                               | Christ4 (5 Wo.)Christ |             |
| 2012 | Carry Me to the Cross Believer                  | Christ8 (24 Wo.)Christ |             |
| 2012 | Even If Believer                                | Christ18 (25 Wo.)Christ |             |
| 2012 | Believer                                        | Christ32 (20 Wo.)Christ |             |
| 2012 | Beautiful This Is Christmas                     | Christ33 (1 Wo.)Christ |             |
| 2013 | You Alone Glory                                 | Christ29 (15 Wo.)Christ |             |
| 2014 | Never Too Late Glory                            | Christ46 (7 Wo.)Christ |             |
| 2017 | King of My Heart Alpha / Omega                  | Christ17 (27 Wo.)Christ |             |

Weitere Singles
- 2002: Your Touch
- 2002: Run
- 2003: Tonight
- 2003: Pride Away
- 2004: Treason
- 2004: Not What You See
- 2005: Better Is One Day
- 2006: Shut Me Out
- 2006: Winds of Change
- 2007: Somewhere in the Sky
- 2008: The Feeling
- 2011: Taken By Love
- 2013: If It Ends Today
- 2013: I’m With You
- 2014: Always
- 2014: Revelation
- 2014: In Jesus’ Name
- 2015: Bring It On
- 2015: Mirror
- 2015: Overcome
- 2016: Not Too Far
- 2016: Love Come Crashing Down
- 2016: My Heart Is a Ghost
- 2018: Strong Tower (Reprise)
- 2018: No Wonder (Roar of Rugged Cross)

### Videoalben
- 2002: Kutless DVD
- 2006: Hearts of the Innocent: Special Edition
- 2006: Live from Portland (US: Gold)

### Weitere Beiträge
- 2003: X 2003 (Compilation)
- 2004: X 2004 (Compilation)
- 2005: Music Inspired by the Chronicles of Narnia: The Lion, the Witch, and the Wardrobe
- 2005: WOW Christmas (Compilation)
- 2005: X 2005 (Compilation)
- 2006: X Worship (Compilation)
- 2006: X 2006 (Compilation)
- 2008: X 2008 – Christian Rock Hits (Compilation)
- 2008: X Christmas (Compilation)

## Trivia
All of the Words aus dem Album Strong Tower ist in der 16. Folge, 5. Staffel der Fernsehserie Scrubs – Die Anfänger zu hören.